# Basile Tanghe
Pour les articles homonymes, voir Tanghe.
Basile Octave Tanghe, né le 20 mars 1879 à Bruges (Belgique) et décédé le 6 décembre 1947 dans la même ville, est un prêtre missionnaire capucin belge, également historien, ethnologue et linguiste africaniste. Nommé préfet apostolique de l'Ubanghi belge' (au Congo belge) en 1931 il fut consacré évêque le 6 juin 1935 avec le siège titulaire de Tigava (de) par Henricus Lamiroy avec comme co-consécrateurs Eugène Van Rechem (nl) et Étienne Carton de Wiart.

## Publications
- Le culte du serpent chez les Ngbandi, Les Presses Gruuthuuse, Bruges, 1926, 88 p.
- (nl) De Ngbandi naar het leven geschetst, De Gruuthuuse Persen, Bruges, s. d., 288 p.
- (nl) De ziel van het Ngbandivolk... Spreekwoorden, vertellingen, liederen, De Gruuthuuse Persen, Bruges, 1928, 145 p.
- Basile Tanghe, « Le droit d'aînesse chez les indigènes du Haut-Ubangi », in Africa, no 3, 1930, p. 78-82